# Paço das Escolas
O Paço das Escolas, também designado por Paços da Universidade de Coimbra e anteriormente denominado Paço Real da Alcáçova (séc. XIII-XVI) e Alcáçova de Coimbra (séc. X-XII), é o conjunto arquitetónico que alberga o núcleo histórico da Universidade de Coimbra. 
Situado na freguesia de Coimbra (Sé Nova, Santa Cruz, Almedina e São Bartolomeu), cidade e município de Coimbra, no (Distrito de Coimbra), foi edificado ao longo de várias centenas de anos, tendo sido Paço Real desde o reinado de D. Dinis até ao século XVI, quando foi adquirido pela Universidade.
Devido à sua excecional importância cultural, foi classificado como Monumento Nacional em 1910 e encontra-se inscrito na listagem de Património Mundial da UNESCO desde junho de 2013.

## Historial / Pontos de interesse
No conjunto arquitetónico heterogéneo que é hoje a Universidade de Coimbra, destacam-se os históricos Pátio e Paço das Escolas. A construção original, a Alcáçova (palácio fortificado onde vivia o governador da cidade no período de domínio muçulmano), foi edificada sob as ordens de Almançor em finais do século X. A partir de 1131, o Paço Real da Alcáçova seria habitado por D. Afonso Henriques, tornando-se no primeiro paço real do país. Foi aqui que nasceram praticamente todos os reis da primeira dinastia. A partir do reinado de D. Dinis o Paço é progressivamente abandonado, até ao séc. XVI (reinado de D. Manuel I), quando é iniciada uma grande reforma dos edifícios. Em 1544, já no reinado de D. João III, seria aí instalada a totalidade das faculdades da Universidade de Coimbra. Após aquisição  a D. Filipe I, em  1597 o antigo Paço da Alcáçova passou a pertencer à Universidade tomando finalmente a designação de Paço das Escolas.

### Porta Férrea
Destinada a solenizar a entrada do recinto universitário, a Porta Férrea foi a primeira obra significativa posterior à aquisição do edifício. A construção deste conjunto data de 1634 e resultou da iniciativa de D. Álvaro da Costa, então Reitor da Universidade. Da autoria do arquiteto António Tavares, foi concebida como um arco triunfal de dupla face (seguindo a tradição da porta-forte militar), e apresenta as principais figuras da instituição da Universidade – D. Dinis, que está na origem da sua fundação, e D. João III, que a instalou definitivamente em Coimbra –, encimados pela figura da Sapiência. Nos portais encontramos ainda representações das antigas faculdades – Teologia, Medicina, Leis e Cânones. Os grupos escultóricos são da autoria de Manuel de Sousa.

### Torre da Universidade
Da autoria do arquiteto italiano António Cannevari, a Torre da Universidade foi edificada entre 1728 e 1733 em substituição da anterior, de João de Ruão (1561). O relógio da Torre tinha papel fulcral no quotidiano universitário, estando associado aos sinais sonoros emitidos pelos sinos, quatro no total, dos quais o mais conhecido ocupa a face voltada para o rio, sendo vulgarmente denominado cabra. A Torre foi recentemente alvo de uma intervenção que veio permitir aos visitantes a deslocação até ao seu topo, tornando-se num miradouro elevado com vista para a cidade de Coimbra.

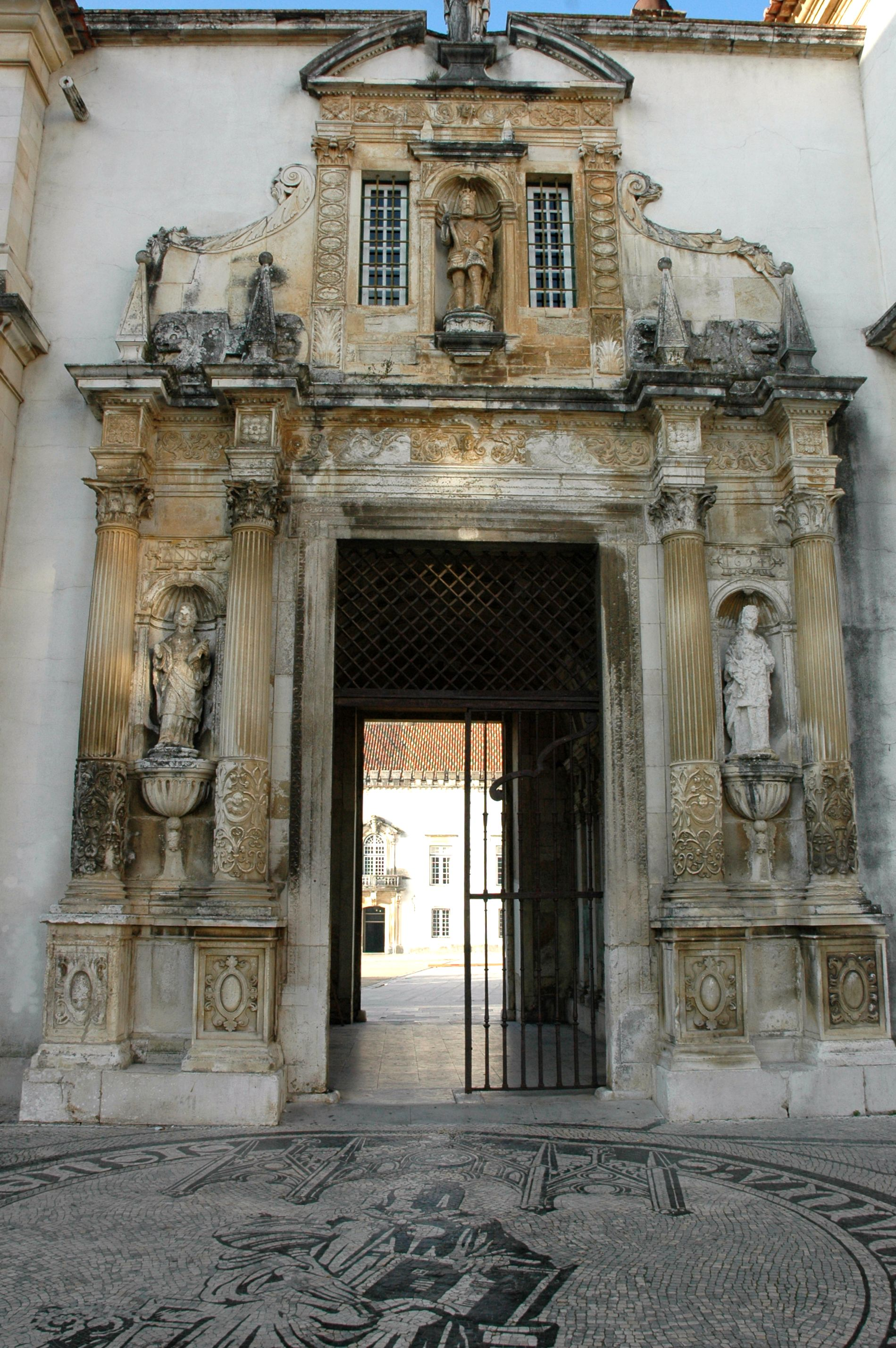
Porta Férrea (fachada Leste)
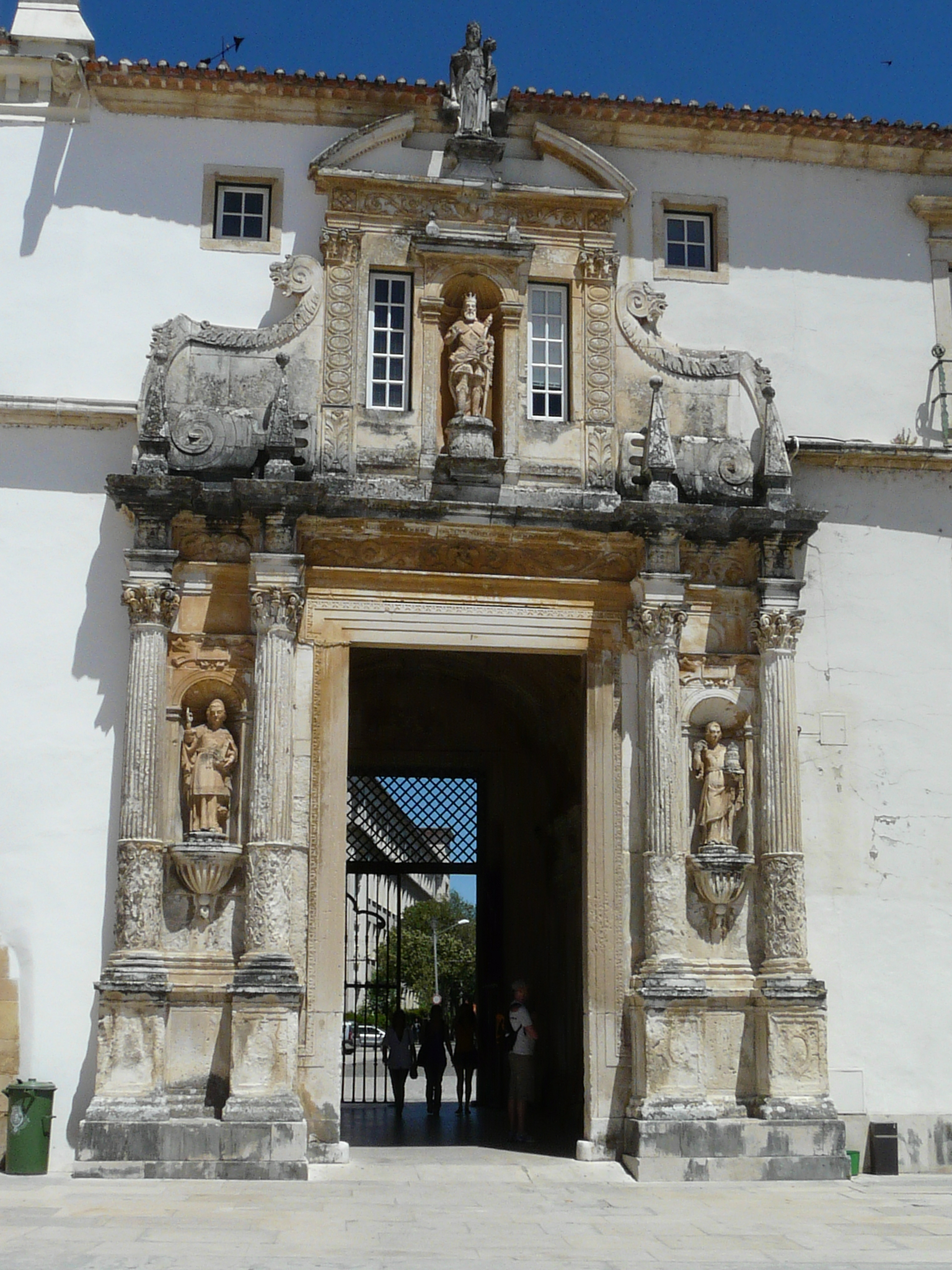
Porta Férrea (fachada Oeste)
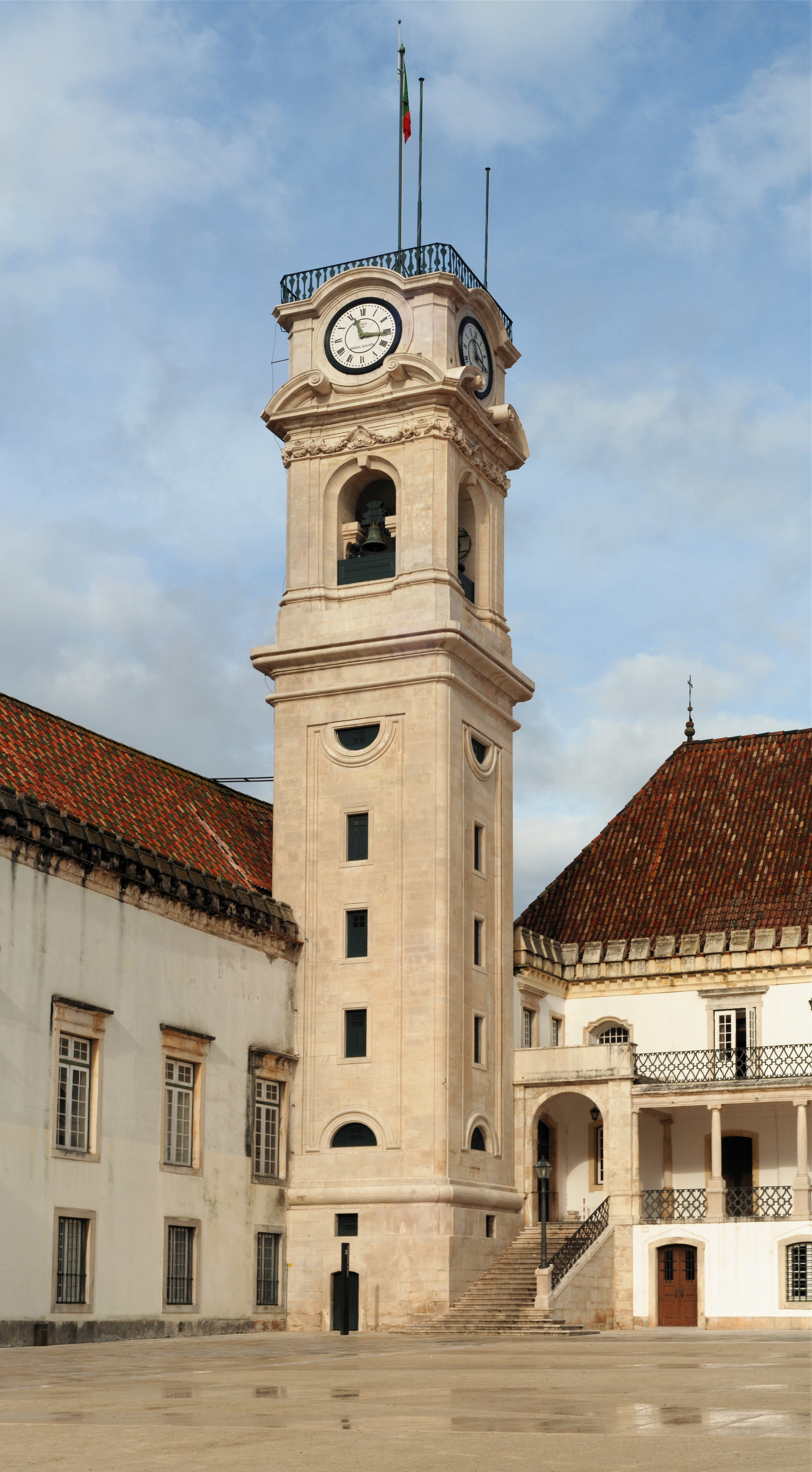
Torre da Universidade
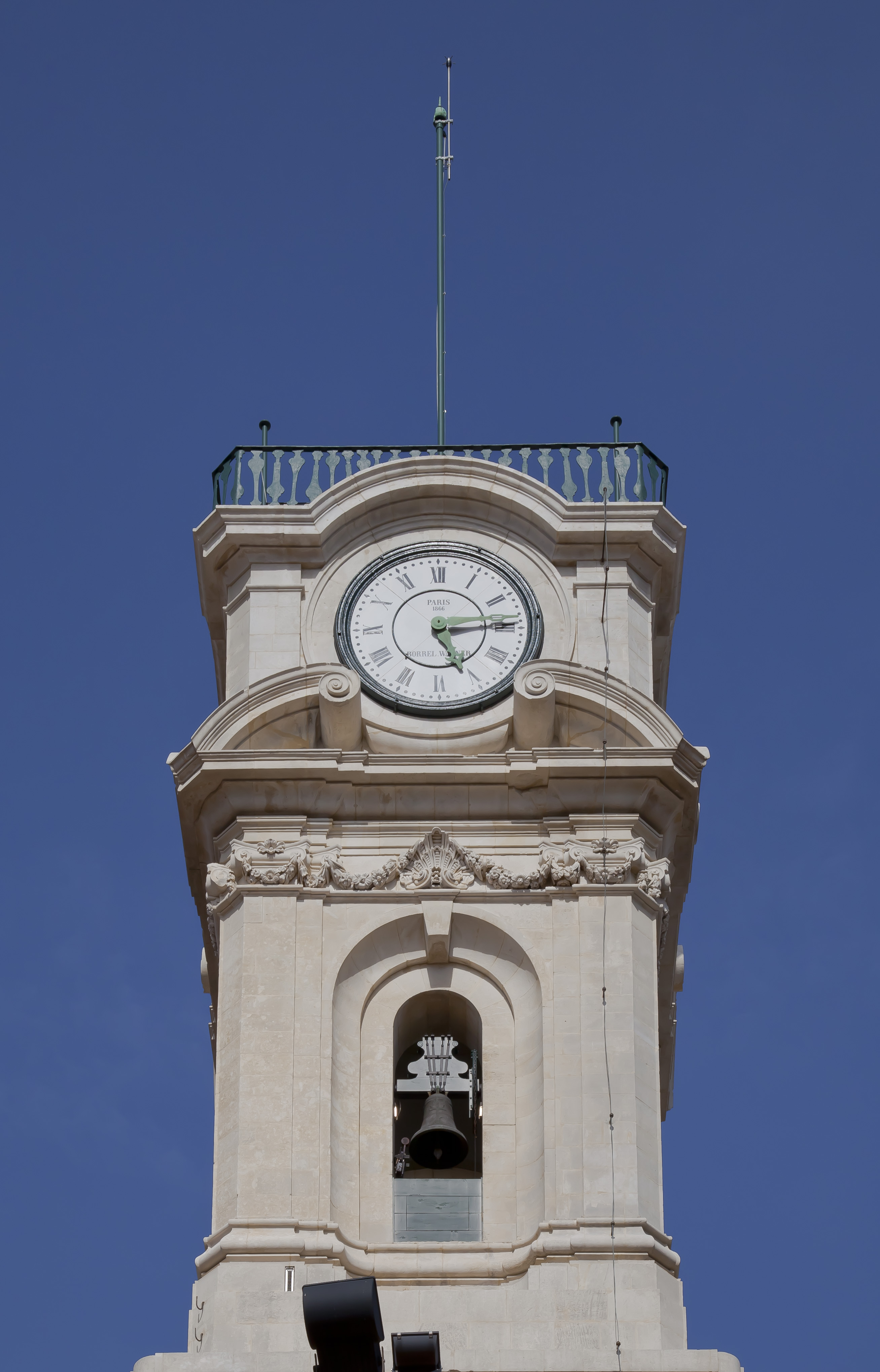
Torre da Universidade

### Via Latina
Designa-se por Via Latina a longa varanda, ritmada por elegante colunata neoclássica, localizada na fachada principal do antigo Paço Real, dominando o Pátio das Escolas. Foi construída no reinado de D. João V e a sua configuração atual remonta a 1773. O nome deriva da língua oficial do ensino na Universidade até à Reforma Pombalina de 1772, quando o Português substituiu o Latim como língua oficial. Um grande frontão domina o conjunto, destacando-se aí as armas nacionais e, no topo, a omnipresente figura da Sapiência. No seu interior, ao centro, pode apreciar-se o pórtico da autoria de Claude Laprade (1682-1738), datado de 1700-1702, ao qual foi adicionado o busto de D. José I na reforma de 1773. A sua escadaria permanece ainda hoje o local central para estudantes e antigos alunos, sendo aqui que são realizadas, por exemplo, as fotos de curso por ocasião da colocação das Fitas na pasta académica.

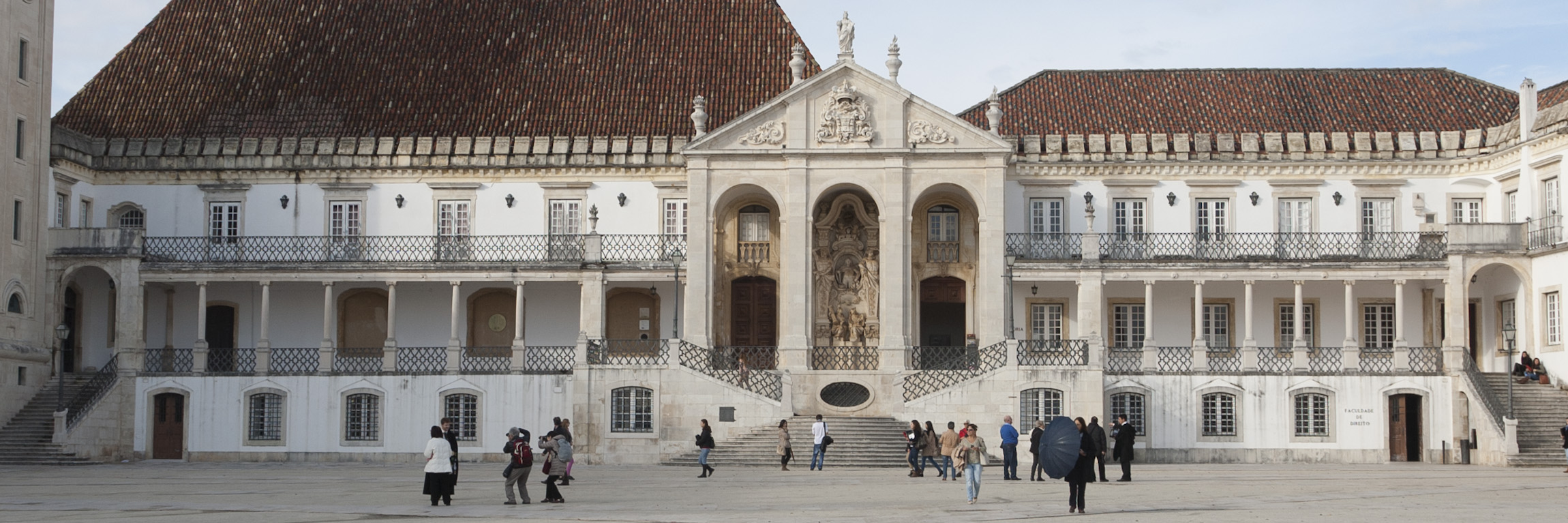
Via Latina
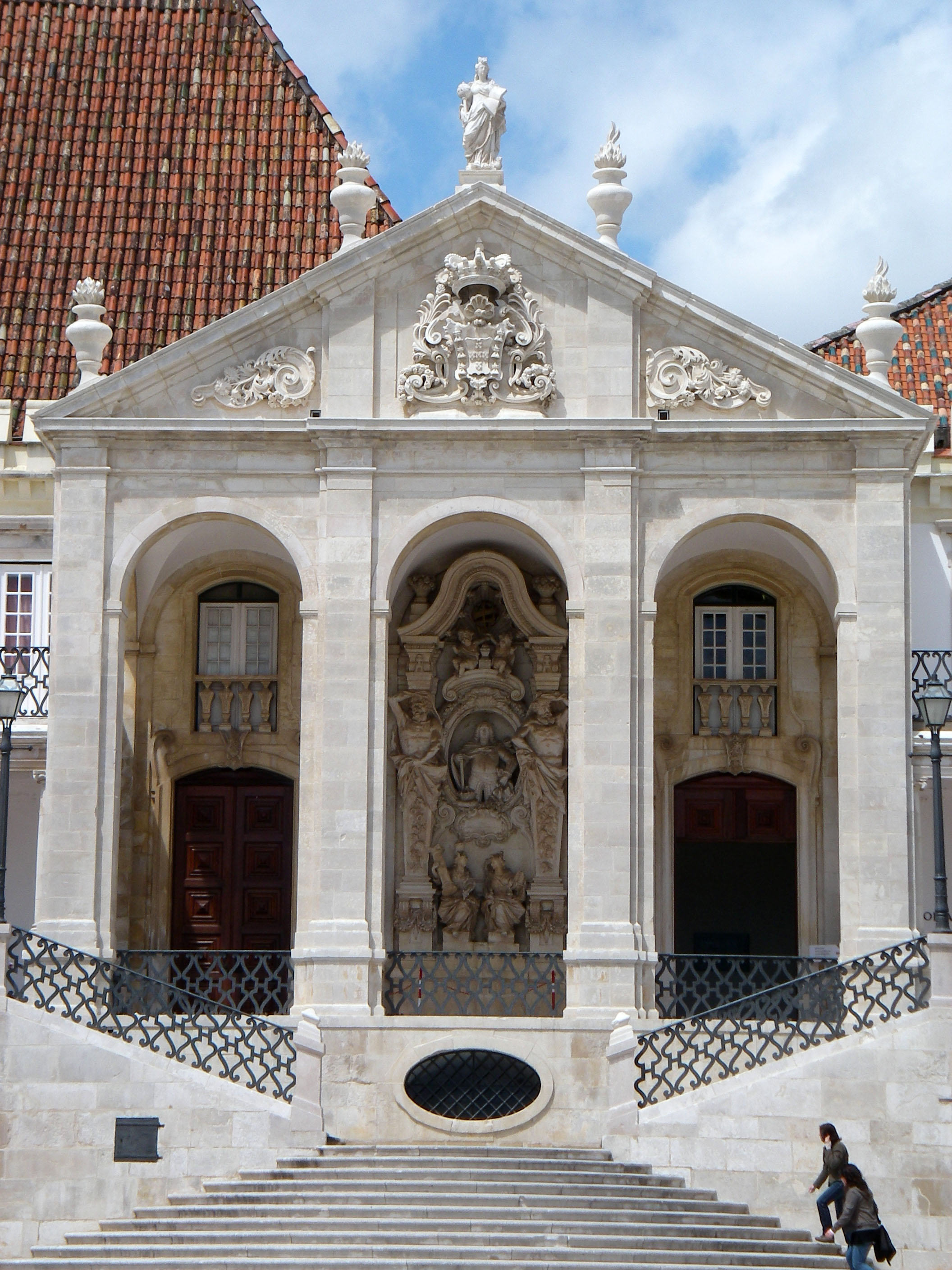
Via Latina
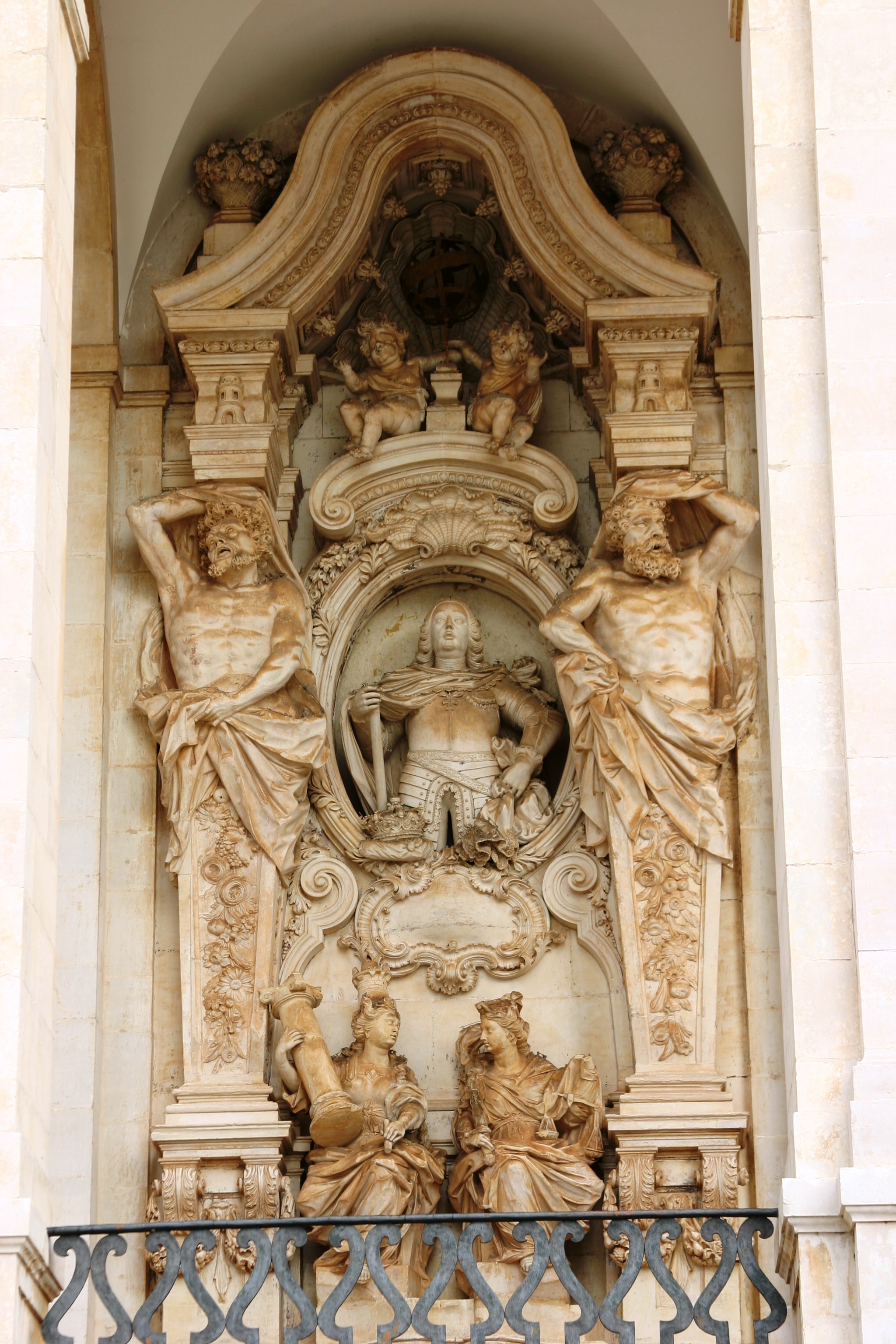
Via Latina (pórtico de C. Laprade)
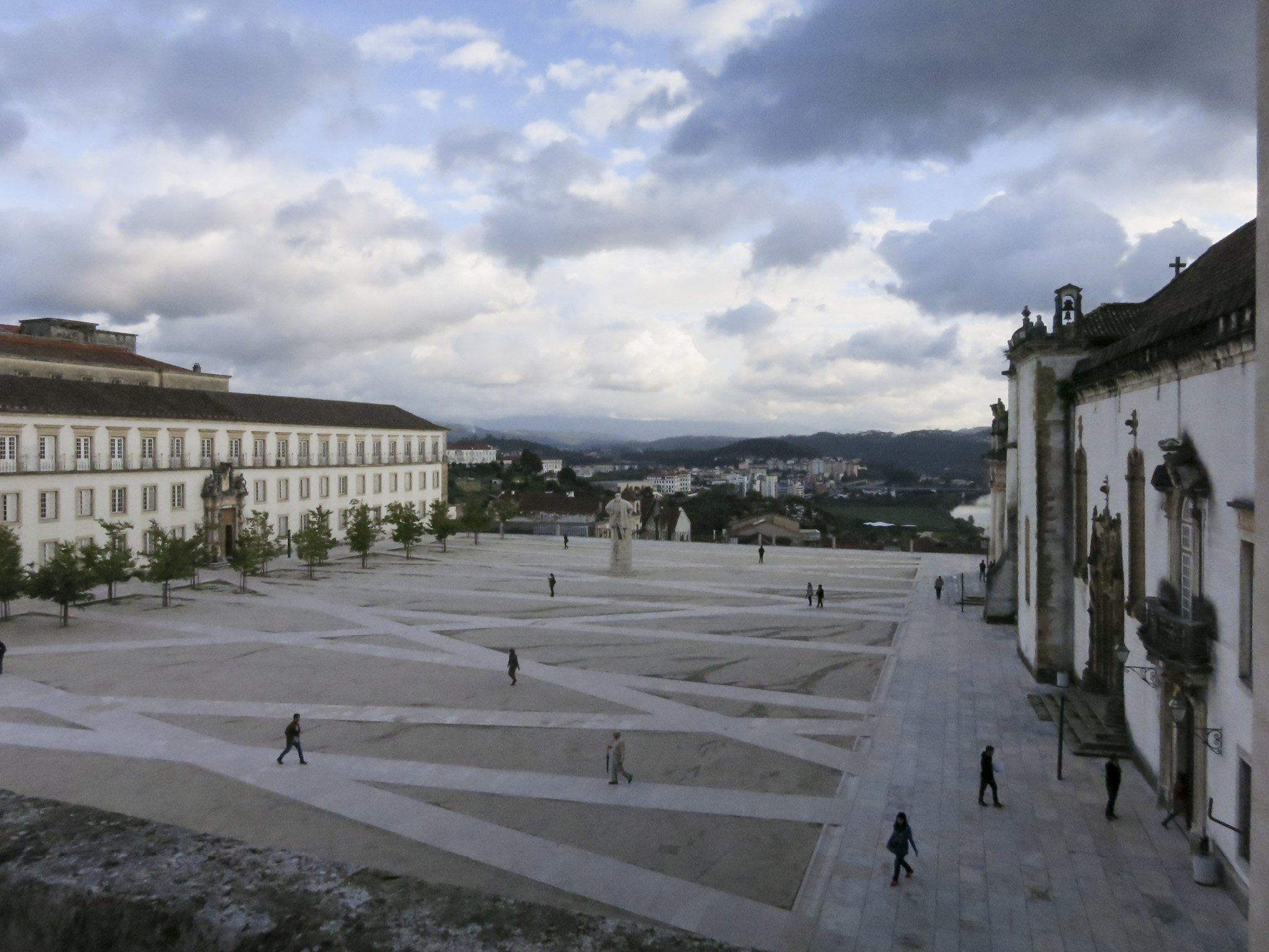
Vista do Pátio das Escolas e de Coimbra a partir da Via Latina

### Sala Grande dos Atos
Também conhecida por Sala dos Capelos (nome dado à capa ornamental usada pelos Doutores da Universidade em ocasiões solenes), a Sala Grande dos Atos é onde se realizam as mais importantes cerimónias da vida académica. Das diversas cerimónias que aí têm lugar deve destacar-se a defesa de tese do Doutoramento. Antiga Sala do Trono do Paço Real da Alcáçova, nesta sala ocorreram importantes episódios da vida da nação portuguesa tendo sido aqui que, em 1383, se reuniram as Cortes para aclamar Rei de Portugal D. João, Mestre de Avis.
No século XVII a Sala Grande dos Atos foi definitivamente transformada pelo mestre construtor António Tavares (igualmente responsável por outras obras da Universidade). No início do século XVIII foi uma vez mais submetida a obras (na ocasião dirigidas por Gaspar Ferreira), tendo  sido renovada a cobertura e reforçadas as paredes, fechando as janelas, varandas e portas manuelinas. Os painéis do teto são da autoria de Jacinto Pereira da Costa, datando as obras gerais de pintura de meados do século XVII; em empreitadas de menor vulto trabalharam Inácio da Fonseca e Luís Álvares. As telas representando os Reis de Portugal (de D. Afonso Henriques a D. João IV), são da autoria do pintor dinamarquês radicado em Portugal Carlos Falch; as restantes são de diversos autores, entre os quais João Batista Ribeiro e Columbano.

### Sala do Exame Privado
Esta sala era parte integrante do antigo Palácio Real, sendo este o local onde o monarca pernoitava. Seria depois a Sala do Exame Privado (o Exame Privado era um ato solene e noturno onde, à porta fechada, se fazia a prova de licenciatura). É aqui que ainda hoje decorre a cerimónia de Abertura Solene das Aulas.
A configuração da Sala do Exame Privado resulta da remodelação de 1701 (levada a cabo pelo mestre-de-obras da Universidade, José Cardoso). A decoração inclui um lambril de azulejos executados por Agostinho de Paiva, e um conjunto de pinturas retratando antigos reitores. A pintura do teto foi obra de José Ferreira Araújo.

### Sala das Armas e Sala Amarela
A Sala das Armas (ou dos Archeiros) alberga as armas (alabardas) da extinta Guarda Real Académica, utilizadas nas cerimónias académicas solenes pelos Archeiros por ocasião dos Doutoramentos solenes e Honoris causa, Investidura do Reitor, Abertura Solene das Aulas. A Sala Amarela, contígua à dos Archeiros, tem as paredes forradas de seda amarela (uma alusão à Faculdade de Medicina), apresentando retratos de reitores desta Universidade (século XIX).

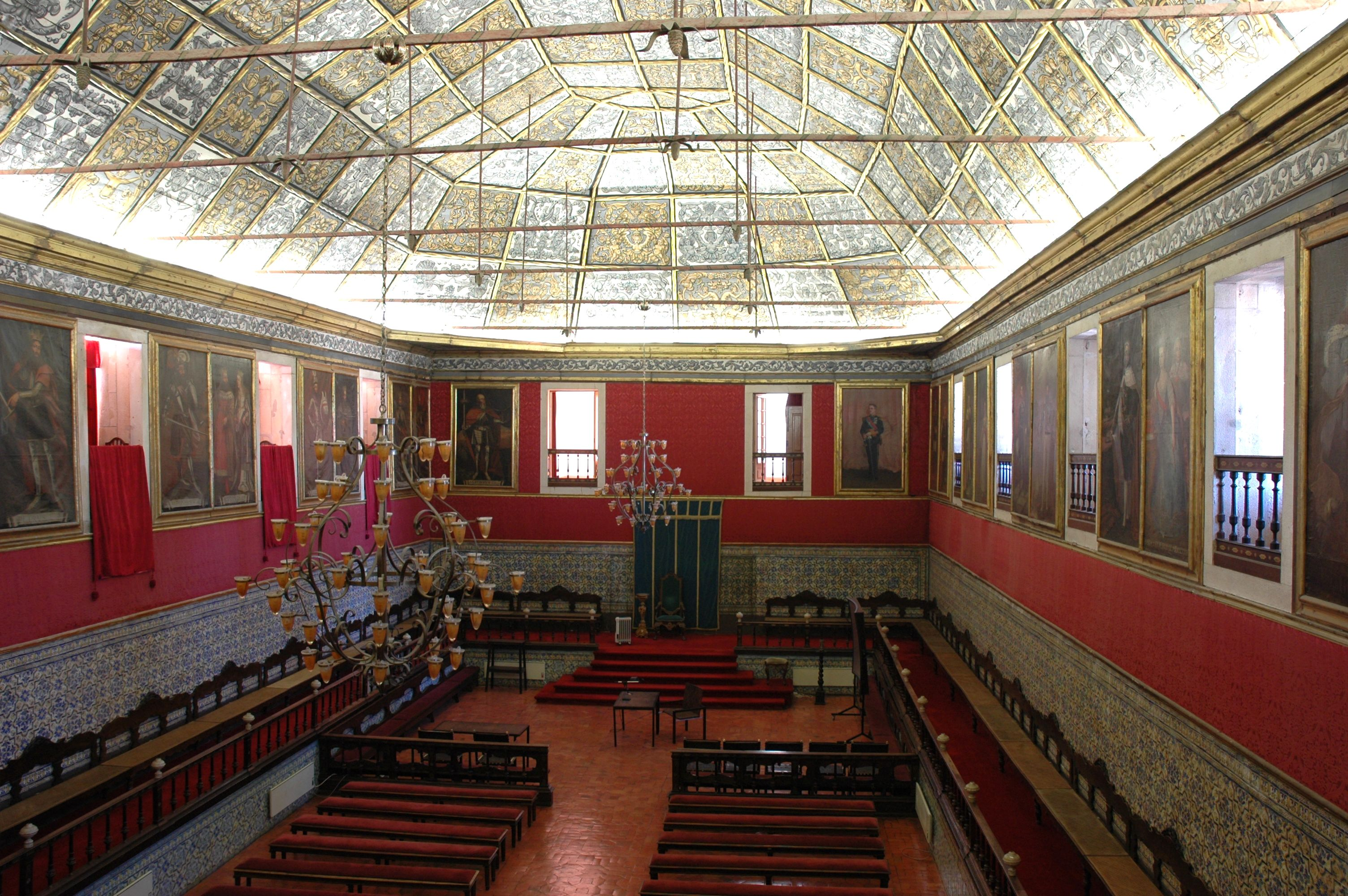
Sala Grande dos Atos
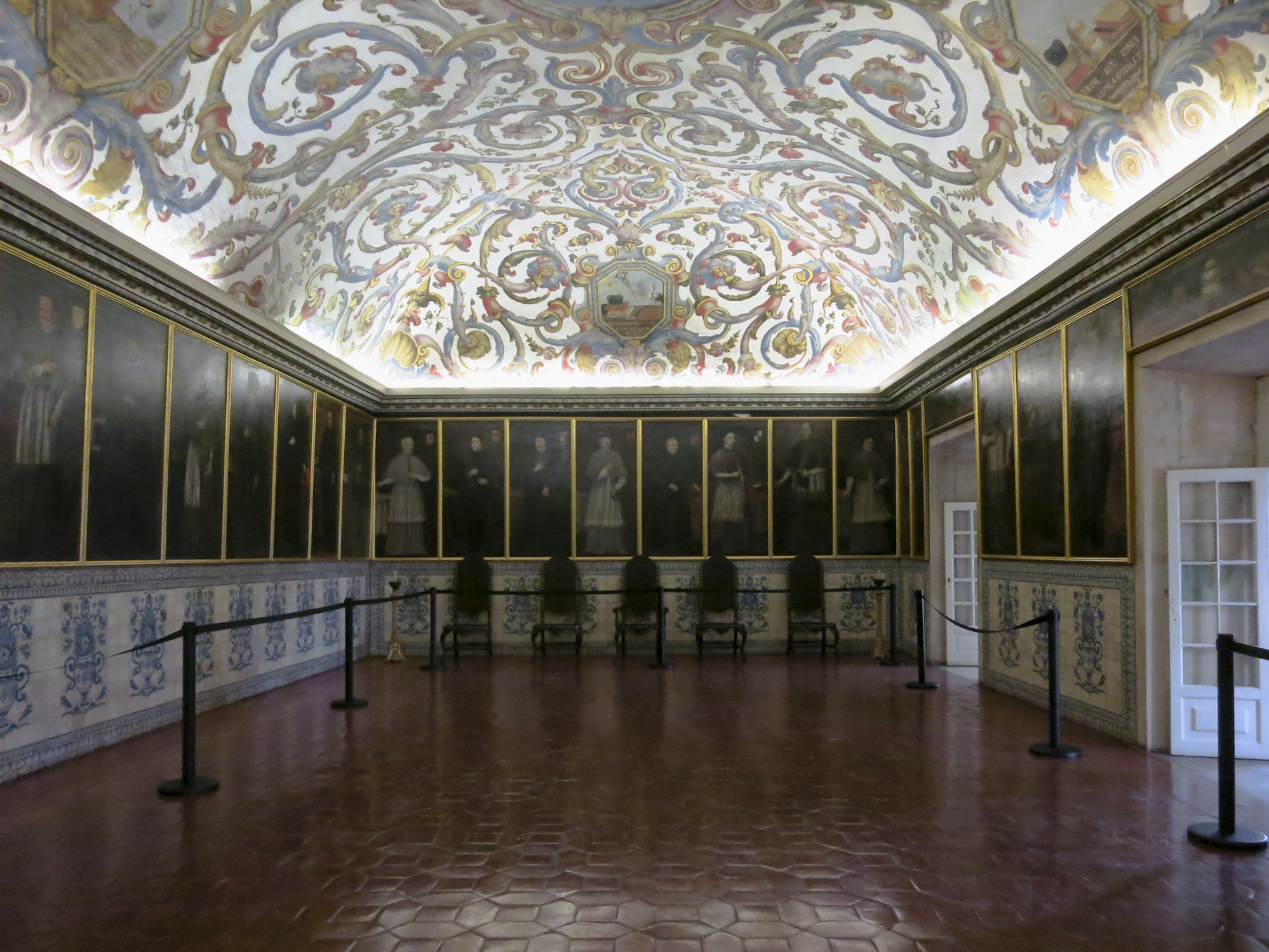
Sala do Exame Privado
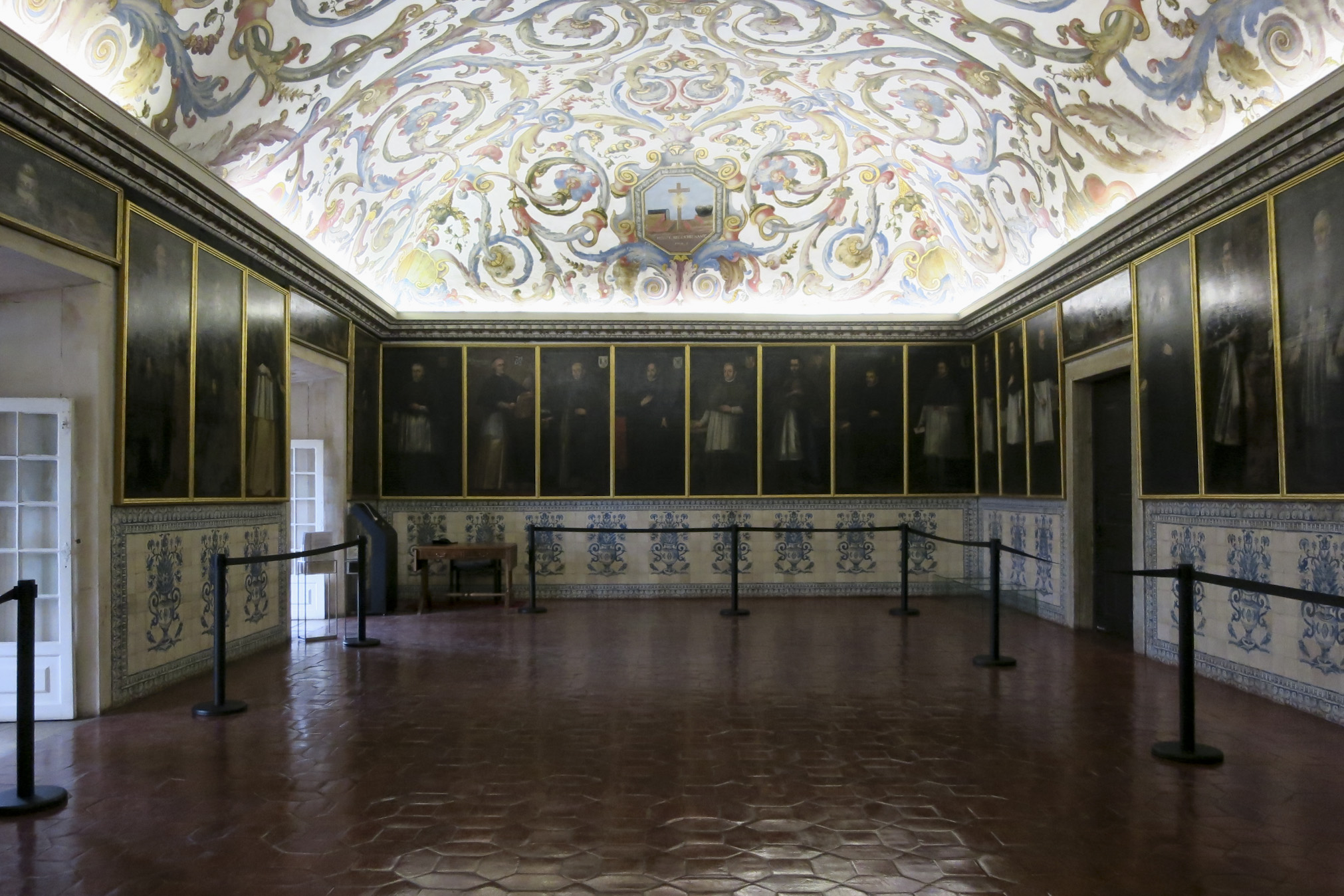
Sala do Exame Privado
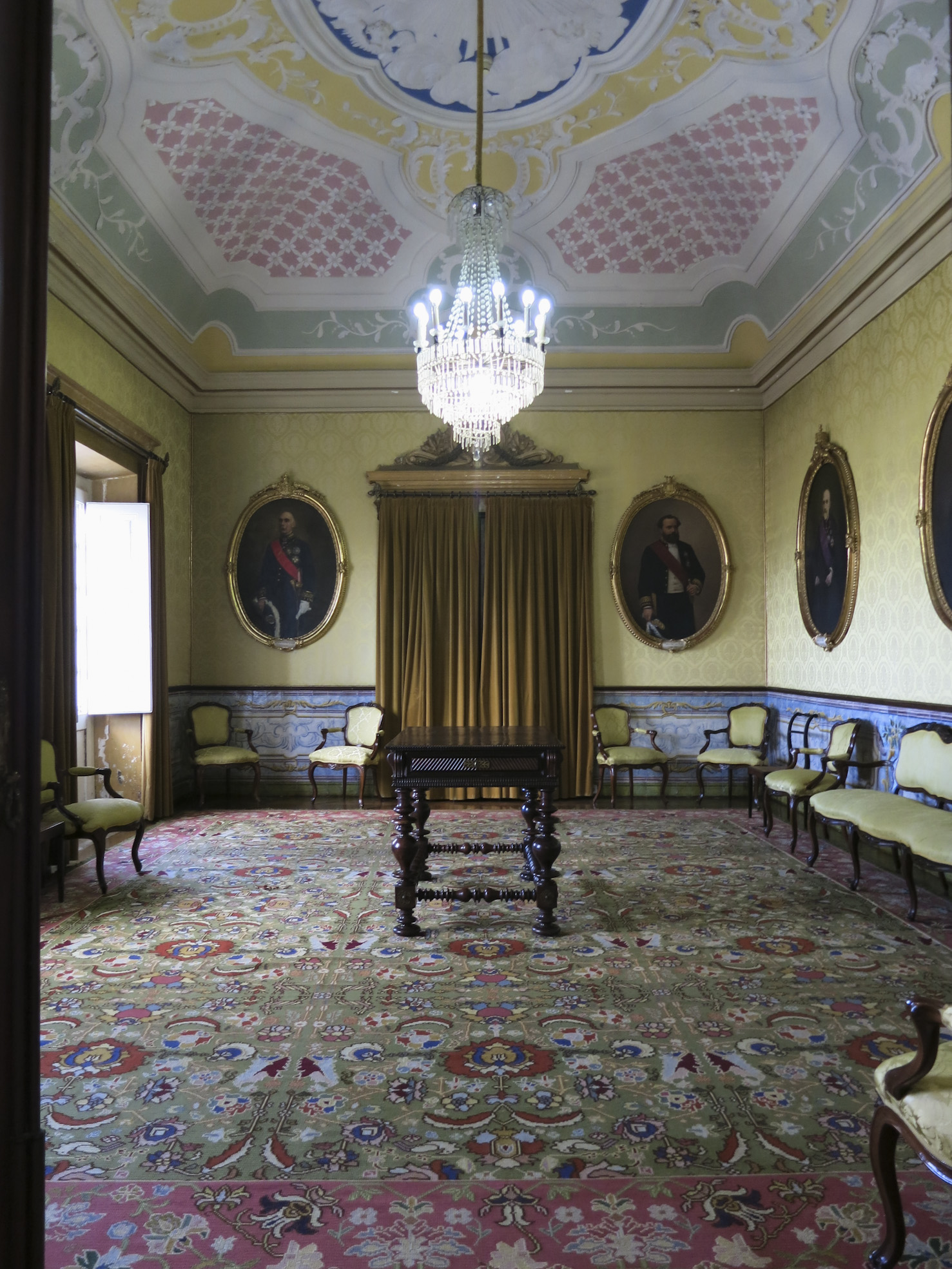
Sala Amarela

### Capela de São Miguel
A construção de um pequeno oratório privativo do Paço Real remonta provavelmente ao séc. XII. A Capela de São Miguel, que o veio substituir, data do séc. XVI, tendo sido patrocinada por D. Manuel I, cujo estilo decorativo está patente no Portal Manuelino lateral, nos janelões da nave central e no arco cruzeiro. As obras foram dirigidas por Marcos Pires e terminadas por Diogo de Castilho. A capela foi alvo de remodelações posteriores. O retábulo principal, cuja marcenaria foi projetada em 1605 por Bernardo Coelho e executada pelo entalhador e escultor Simão da Mota, é em talha dourada, destacando-se pinturas maneiristas sobre a vida de Cristo atribuídas a Simão Rodrigues e Domingos Vieira Serrão; o retábulo é considerado uma obra prima do maneirismo português. O órgão, em estilo barroco, foi construído em 1733 por Frei Manuel Gomes; permanece funcional. Os azulejos da nave e capela-mor, do tipo de tapete, foram fabricados em Lisboa e datam do século XVII, assim como a pintura do teto, da autoria de Francisco F. de Araújo; o altar é do séc. XVIII.

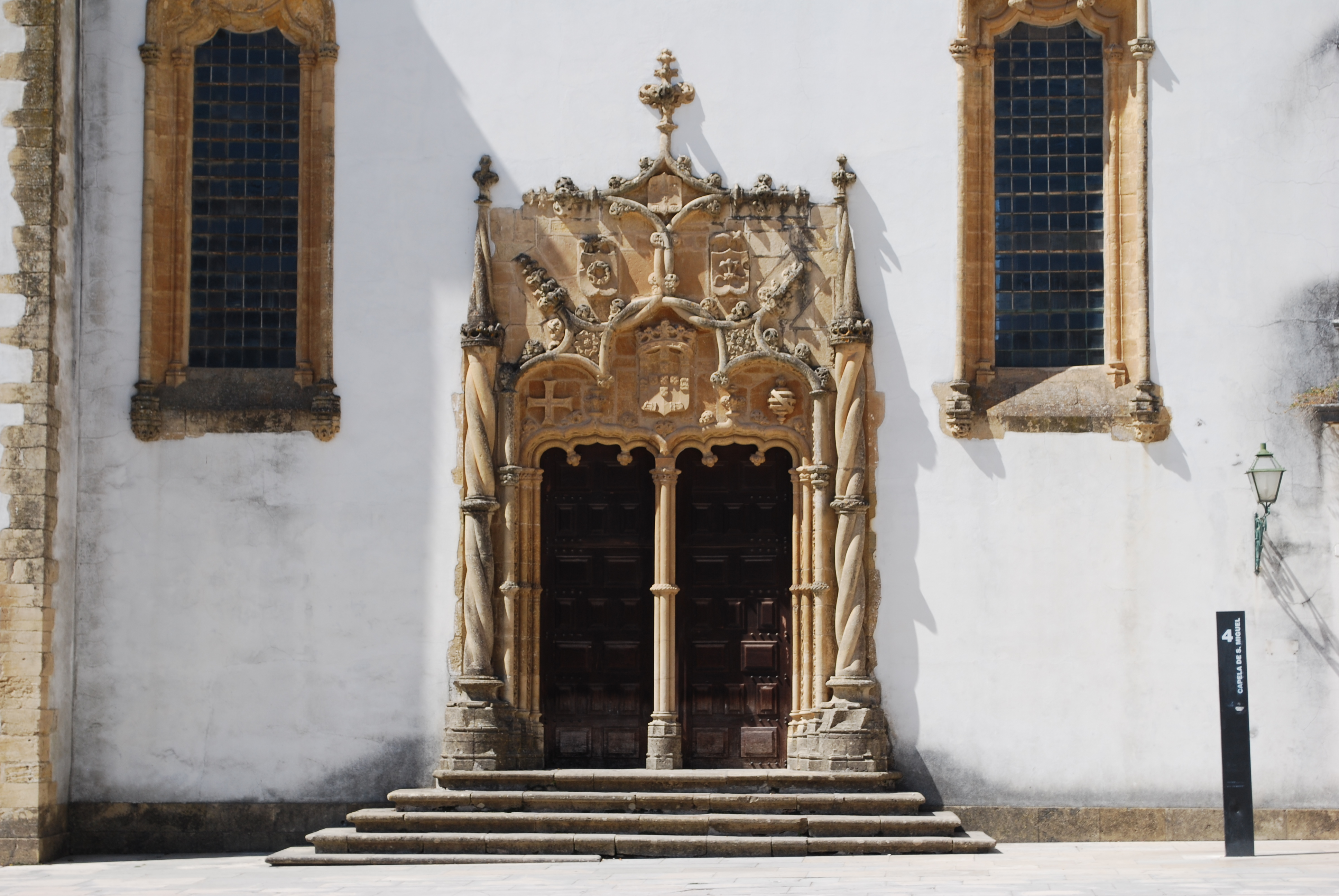
Portal Manuelino
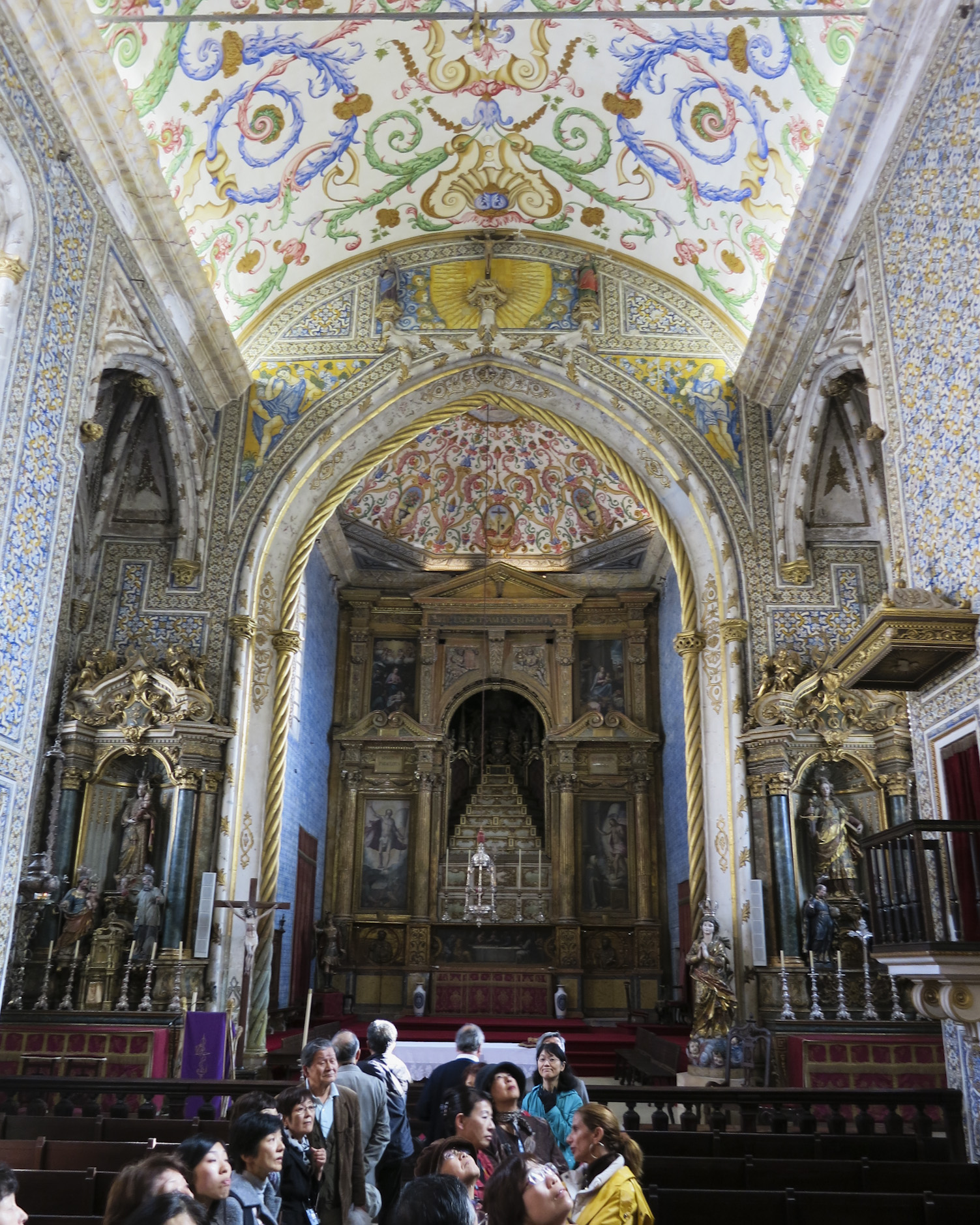
Capela de S. Miguel
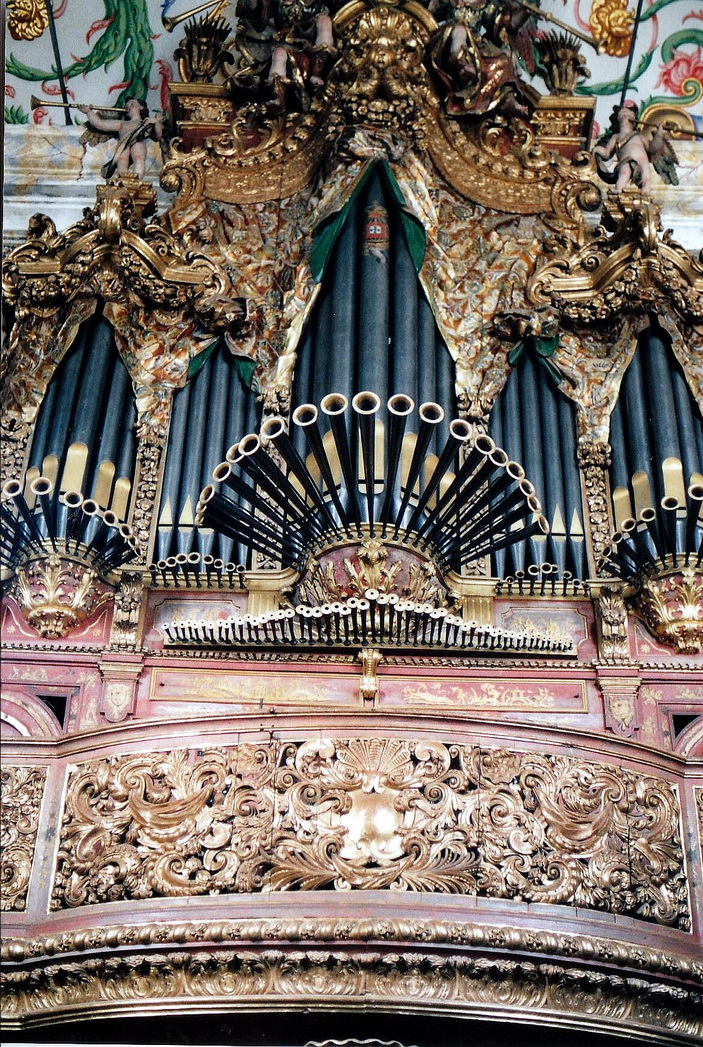
Capela de S. Miguel / órgão
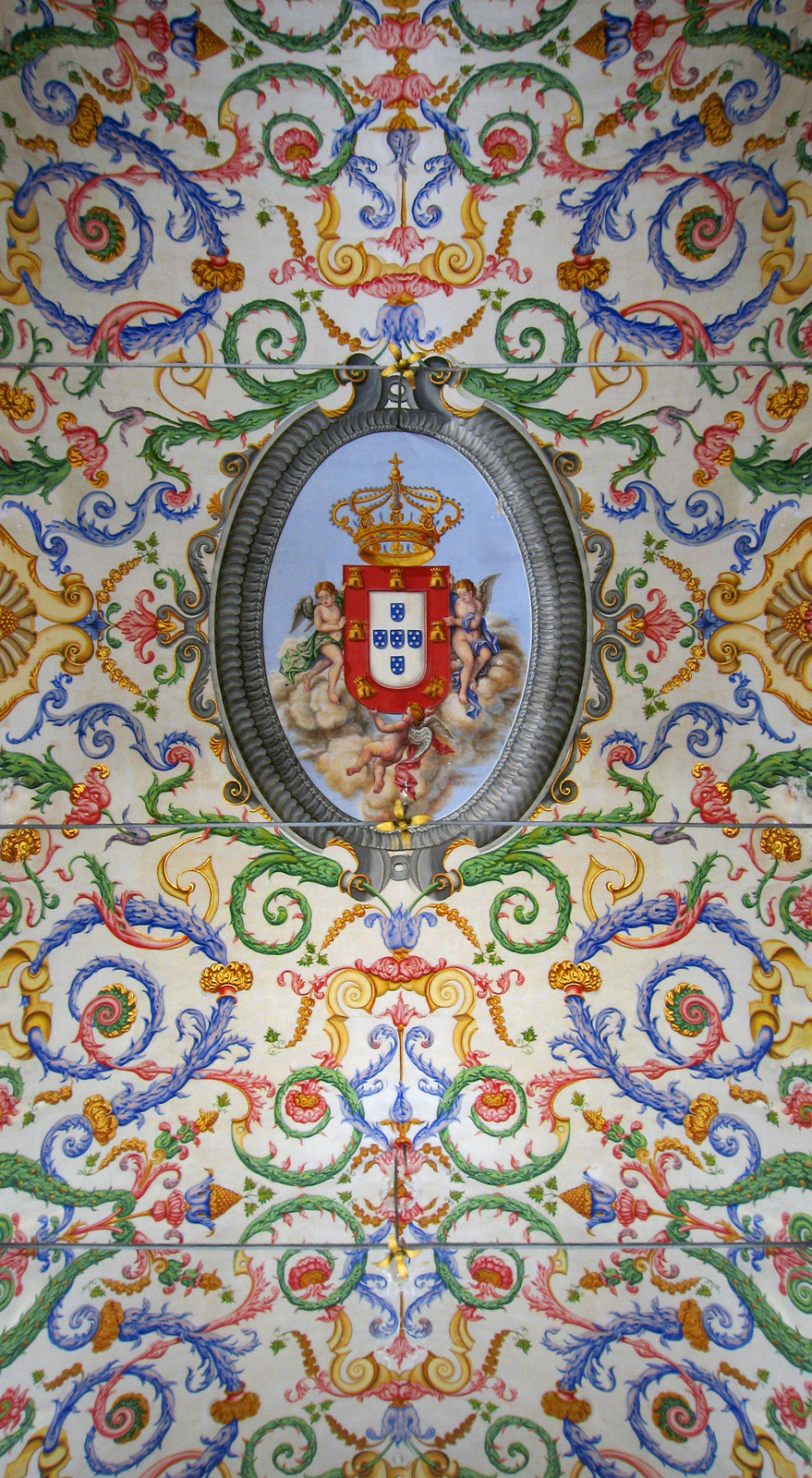
Capela de S. Miguel (teto)

### Biblioteca Joanina
Expoente do Barroco Português e uma das mais ricas bibliotecas europeias, a Casa da Livraria, mais tarde denominada Biblioteca Joanina, foi construída entre os anos de 1717 e 1728. Foi executada por Gaspar Ferreira desconhecendo-se, no entanto, a autoria do projeto. Para a sua decoração contribuíram mestres como Manuel da Silva, Simões Ribeiro e Vicente Nunes. Ficará conhecida como Biblioteca Joanina em honra e memória do Rei D. João V (1707-1750), patrocinador da sua construção e cujo retrato de 1725, da autoria de Domenico Duprà, domina a última sala. Foi construída de modo a exaltar o monarca e a riqueza do Império Português, nomeadamente da provinda do Brasil, estando integralmente revestida por estantes forradas a folha de ouro e decoradas com motivos chineses. Recebeu os primeiros livros depois de 1750 e o seu acervo conta com cerca de 55 000 livros.
O edifício tem três pisos, localizando-se o espaço nobre da biblioteca (constituído por três salas comunicantes) no nível superior, com acesso direto pelo Pátio das Escolas através um portal nobre de estilo barroco, como um arco de triunfo, ladeado de colunas jónicas e encimado por um magnífico escudo real. O piso inferior albergou, em tempos, a Prisão Académica.

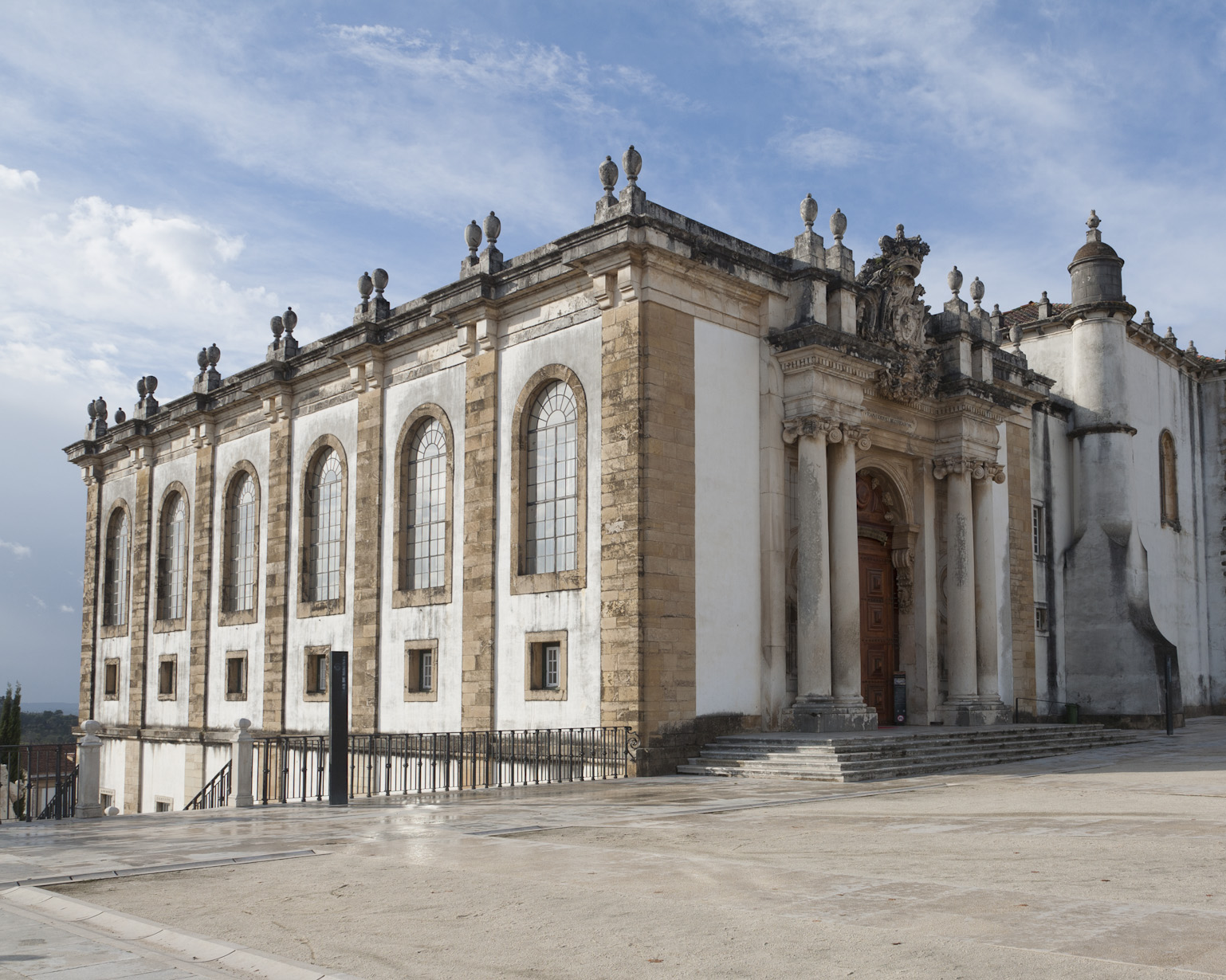
Biblioteca Joanina
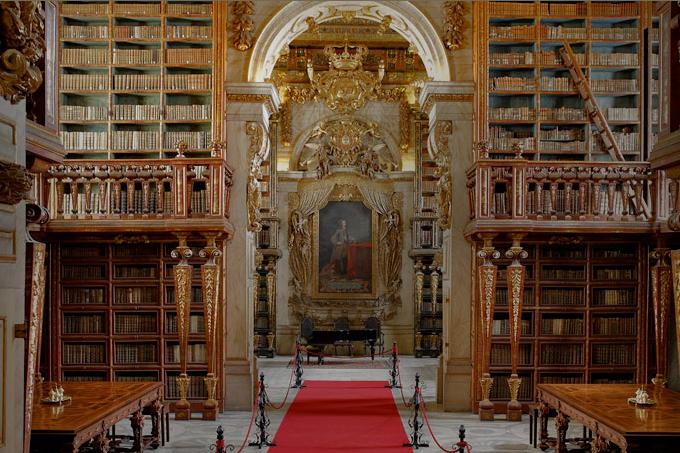
Biblioteca Joanina
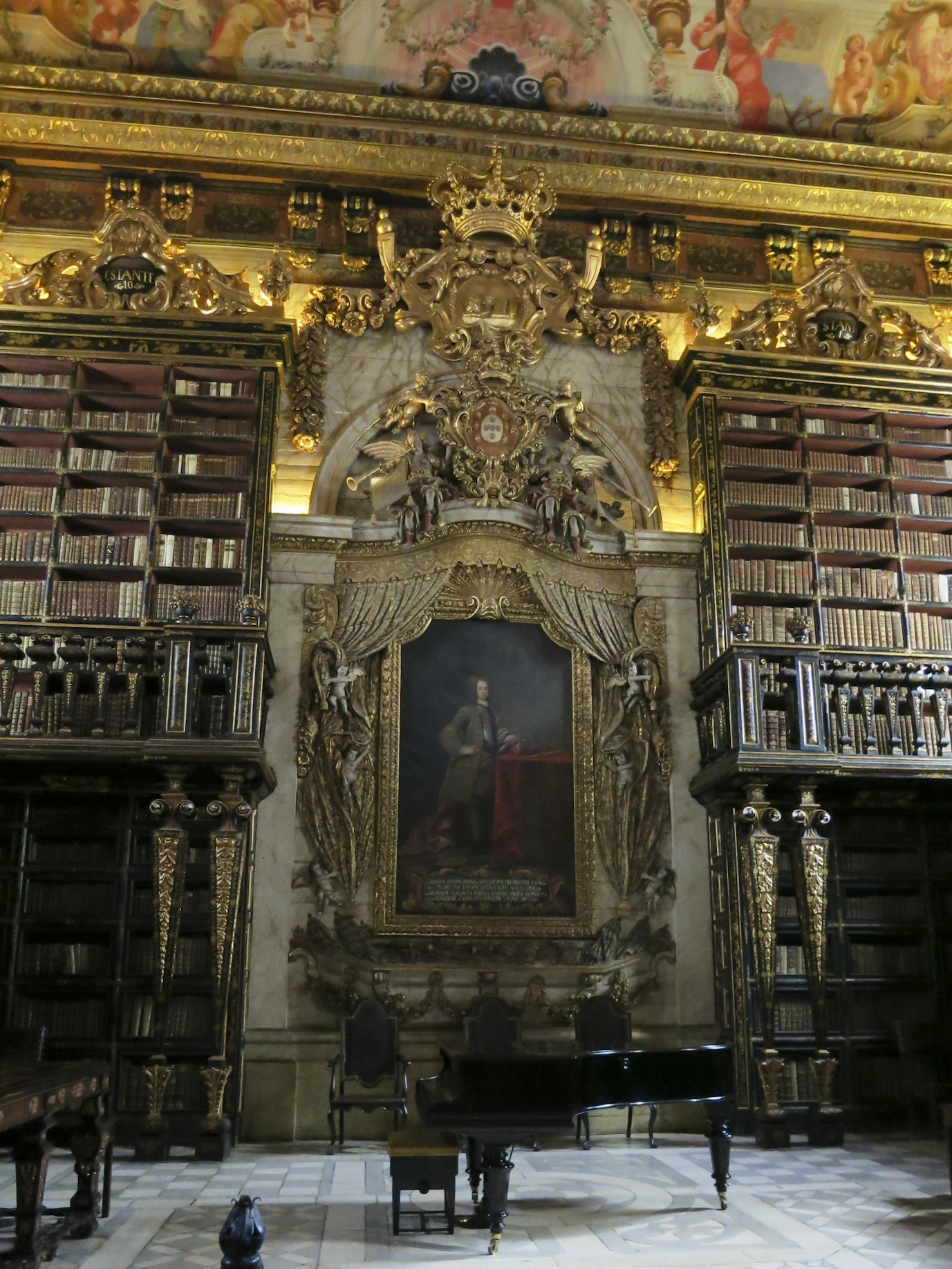
Biblioteca Joanina / Retrato de D. João V
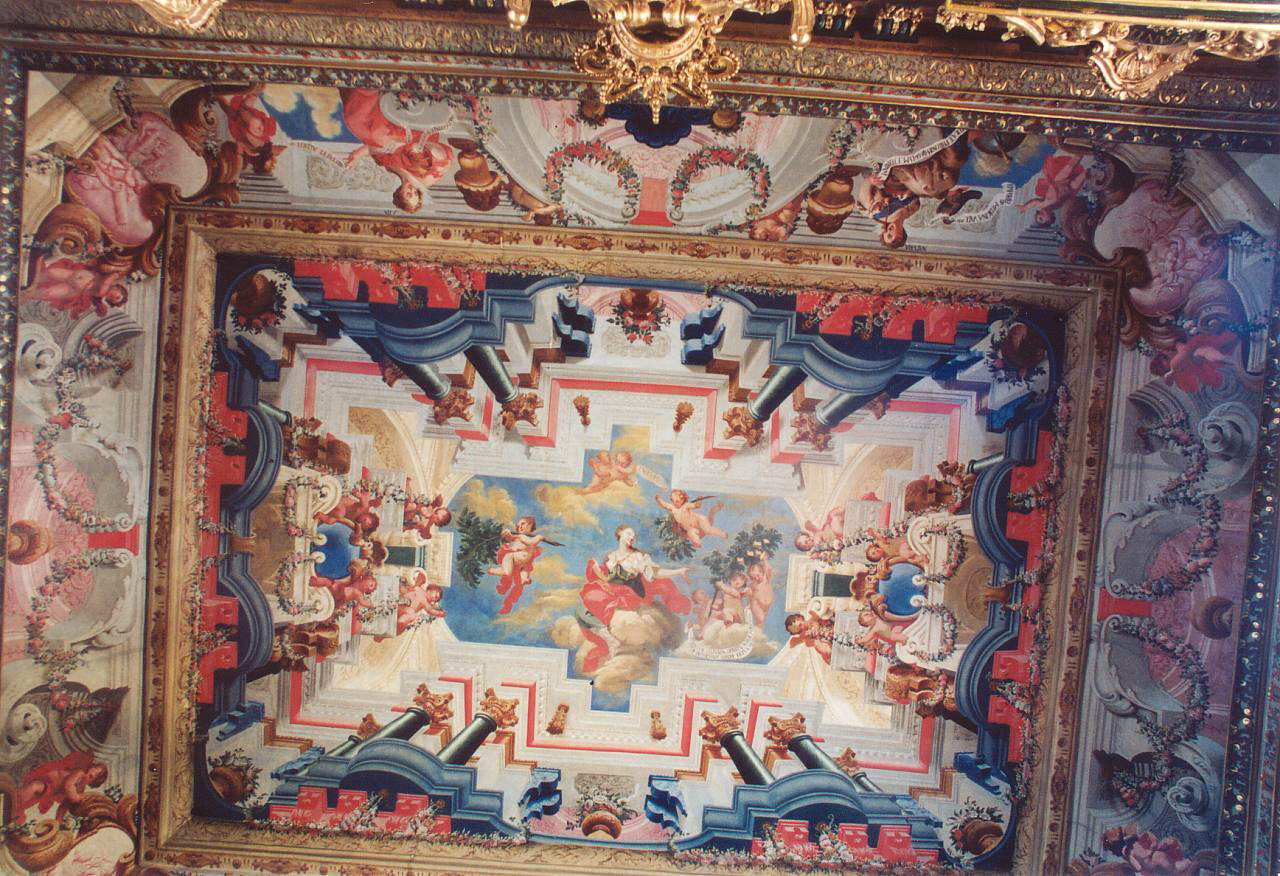
Biblioteca Joanina (teto)

### Escadas de Minerva
As Escadas de Minerva foram edificadas em 1725 sob direção de Gaspar Ferreira, em função da construção da Biblioteca Joanina. Permanecem uma das entradas do Pátio e Paço das Escolas.

### Estátua de D. João III
Da autoria de Francisco Franco, a Estátua de D. João III foi erguida em 1950 por ocasião da homenagem a D. João III, a quem se deveu a instalação definitiva da Universidade em Coimbra (1537).

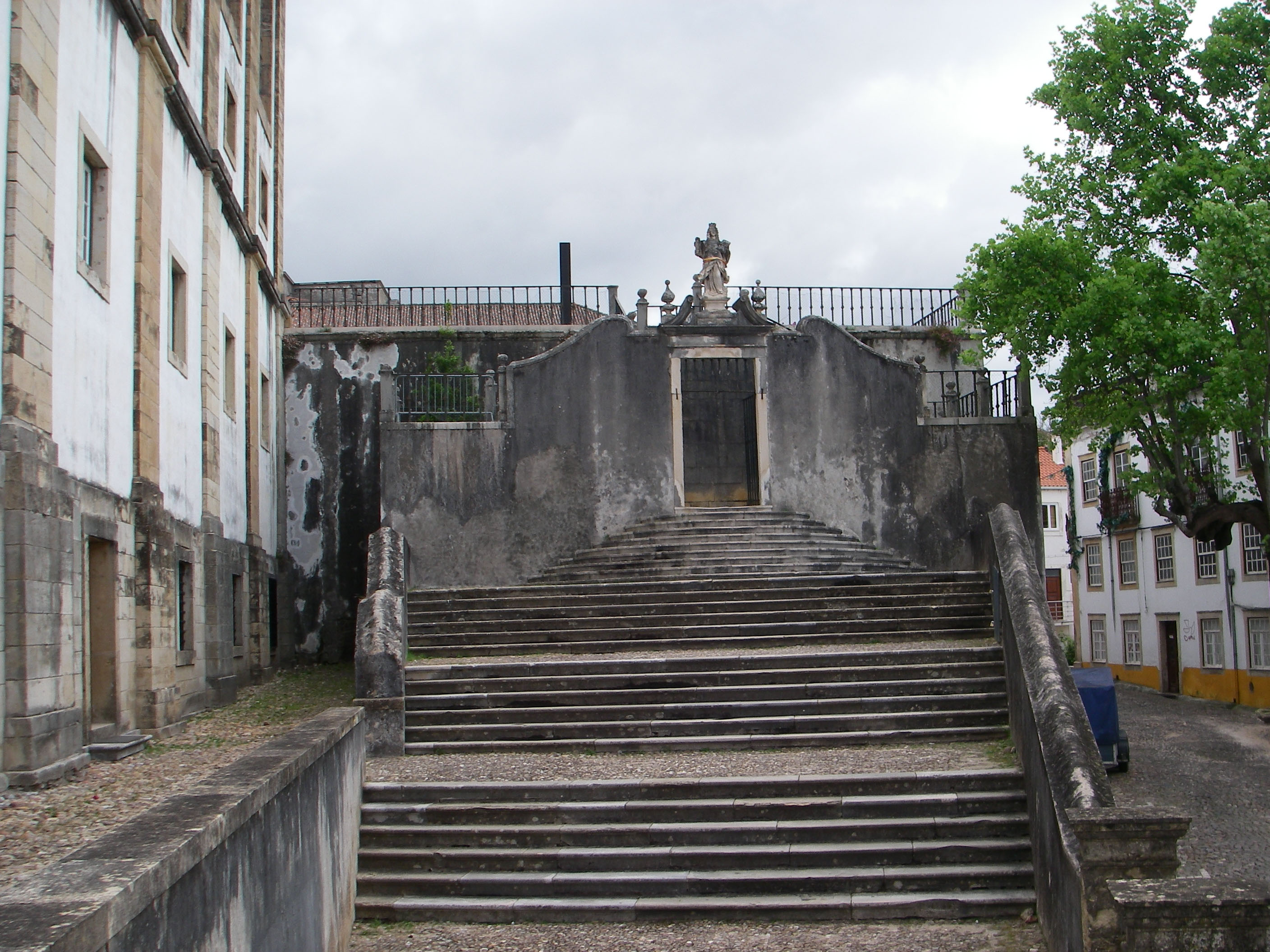
Escadas de Minerva
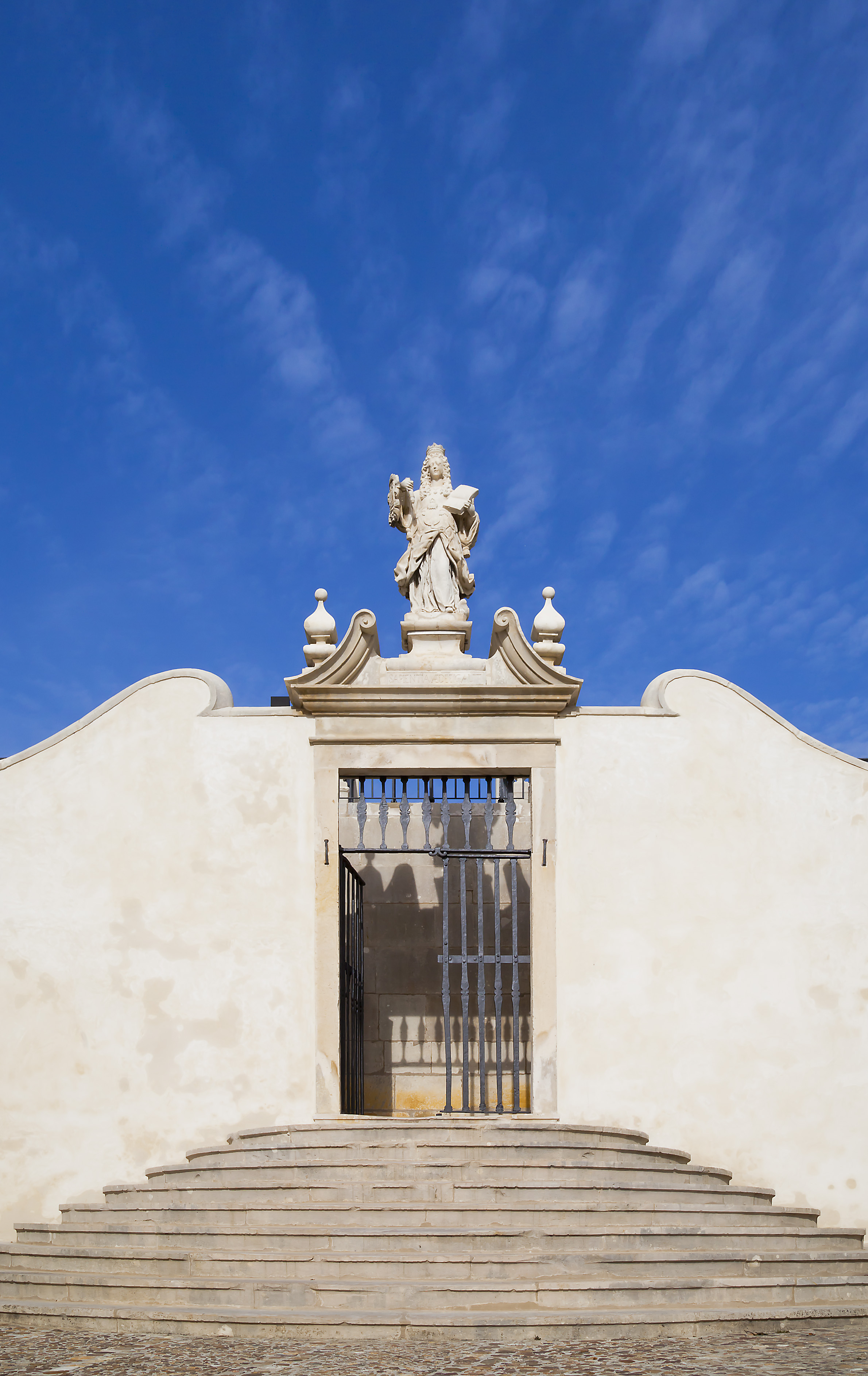
Escadas de Minerva
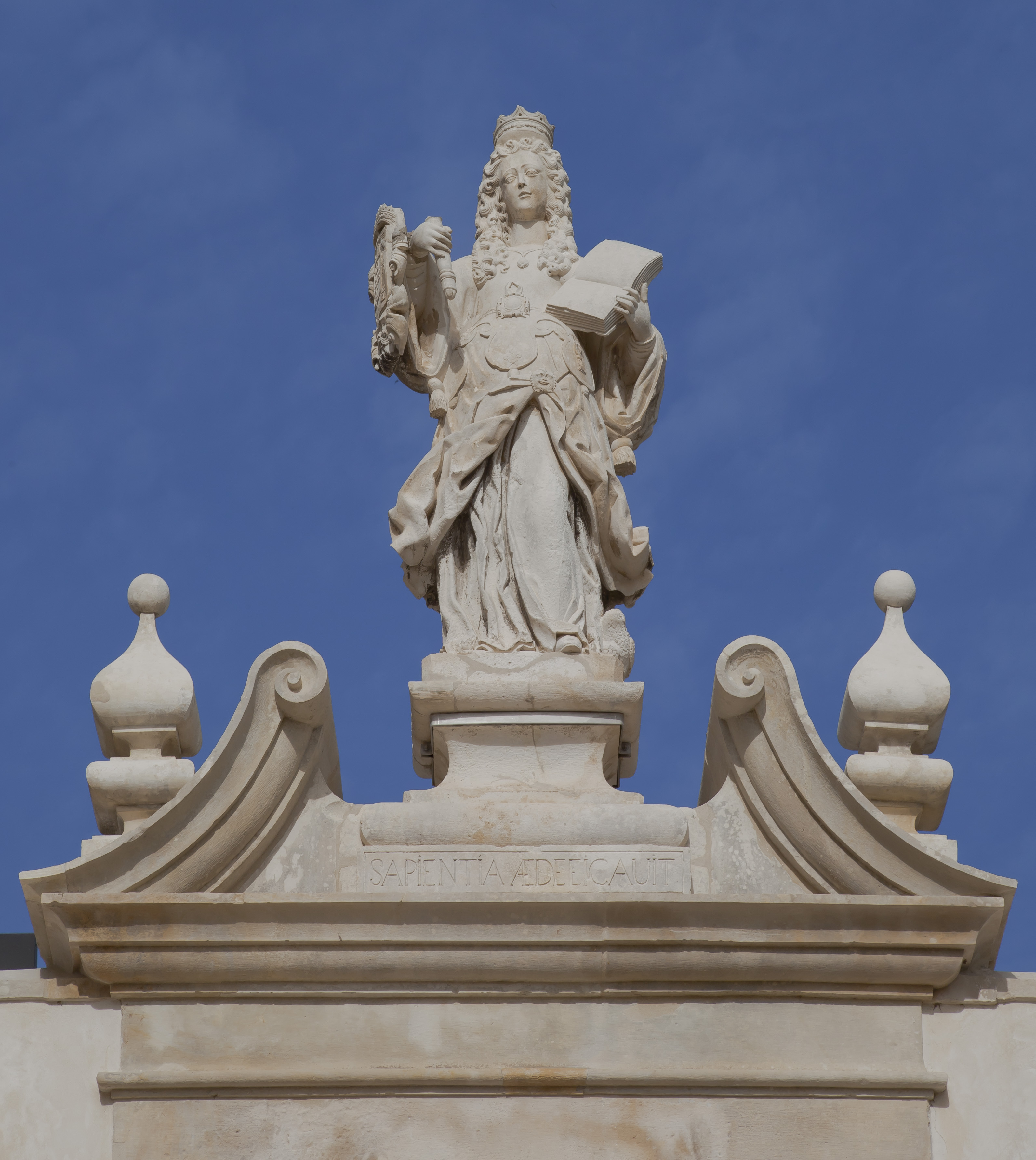
Escadas de Minerva (pormenor)
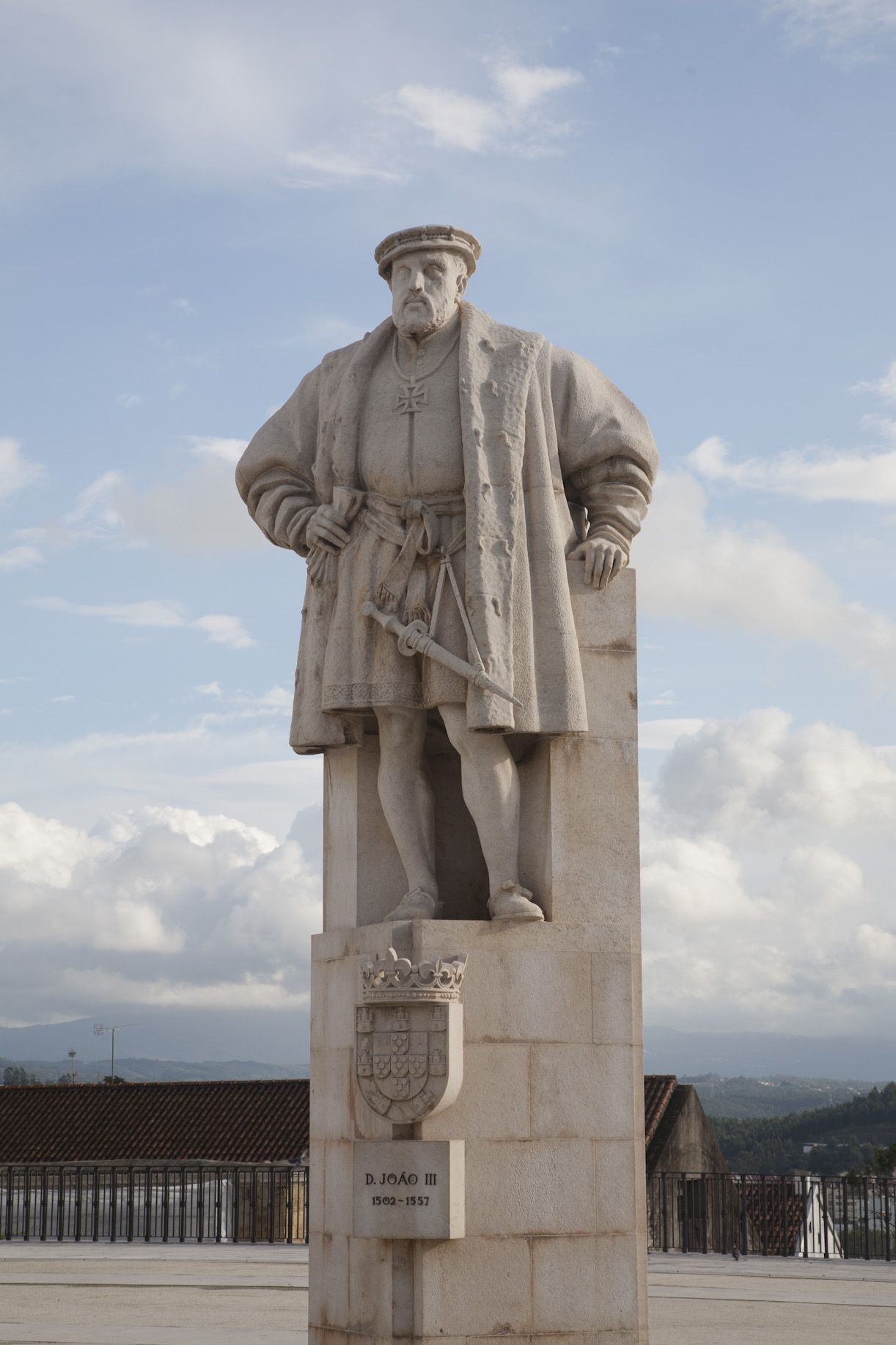
Estátua de D. João III